# 特拉法加海戰
特拉法加海戰（法语：Bataille de Trafalgar，英语：Battle of Trafalgar。也译作特拉法爾加海戰），1803年拿破仑统治的法国与英國为首的第三次反法同盟再次爆发战争，拿破仑计劃进军英国本土，为牵制住强大的英国海军，拿破仑派海军中将维尔纳夫率领的法国和西班牙联合舰队与英国海军周旋。1805年10月21日，双方舰队在西班牙特拉法加角外海面相遇，决战不可避免，战斗持续5小时，由于英軍指揮、戰術及訓練皆勝一籌，法西联合舰队遭受決定性打擊，主帅維爾納夫以及21艘戰舰被俘，但英军主帅霍雷肖·纳尔逊海军中将也在战斗中阵亡。
在随后到来的风暴中，许多作为英国战利舰，正被拖回英国的被俘法西军舰相继沉没于海中，英国军舰却无一损失。此役之后，法国海军精锐尽丧，英国海上霸主的地位得以巩固，拿破仑被迫放弃进攻英國本土的计划。

## 背景
1805年8月，法國海軍中將維爾納夫所率領的法國西班牙聯合艦隊，被英國海軍封鎖在西班牙南部的加的斯港。9月16日，拿破崙下令維爾納夫領艦隊出港支援法軍攻打那不勒斯，有必要時在地中海向英國海軍作決定性的戰鬥。但維爾納夫的艦隊遲遲未按照拿破崙指令離港，故拿破崙任命羅西里接替維爾納夫。得知羅西里已經啟程來接替他，維爾納夫覺得這是個奇恥大辱，於是決定在羅西里到達之前，即先行衝出加的斯港，通過直布羅陀海峽前往地中海，配合拿破崙在那不勒斯的軍事行動。10月17日，維爾納夫發出準備啟航的信號，由於有風，一直等到19日上午6時艦隊才出發。兩個半小時後，英國海軍將領納爾遜從其在岸邊監視的巡防艦上，獲得敵軍已出港的信號。他立即發出「全面追逐」、「敵艦已在海上」等信號。  
10月20日天明時，納爾遜正在直布羅陀附近。上午7時，發現維爾納夫的艦隊正向直布羅陀海峽前進。在日落之前，納爾遜命令他的巡洋艦在夜間應與敵人始終保持視力上接觸。10月21日拂曉，當法西聯合艦隊駛抵特拉法爾加海域距英艦隊只有12哩時，納爾遜發出「成兩個縱隊前進」、「備戰」的信號。

## 交戰
此時，法西聯合艦隊有戰艦33艘，其中1艘為當時最大四層甲板戰艦三叉戟號；3艘為三層甲板戰艦；其餘29艘為兩層甲板戰艦。此外，還有7艘巡洋艦。戰艦中有18艘是法國的，15艘是西班牙的。所裝有側舷火炮2626門，共載官兵21580人。  
英國艦隊原來共有戰艦33艘，其中的6艘在戰前奉命去護衛一支駛向馬爾他的運輸船隊。餘下的27艘戰艦中，7艘是三層甲板戰艦，其餘20艘為兩層甲板戰艦。此外還有4艘巡洋艦和2艘輔助船。合計側舷火炮2148門，官兵16820人。  
維爾納夫認清因為風力的輕微，使他不可能避免會戰時，於是在上午8時發出信號，命令全部艦隊轉向。這樣好使加的斯港可以處於下風位置，以便被擊毀的船隻有一個避難之地。這個在最後一分鐘又改變計劃的行動實在十分不幸，因為這不僅好像退卻一樣，足以影響到部隊的士氣，而且調一個頭需要兩個多小時的時間，結果所組成的戰線凌亂不堪。  
當聯合艦隊正在調換方向之際，英國艦隊分為兩個縱隊在滿帆下趕過來。上風縱隊由納爾遜指揮，下風縱隊則由柯林伍德指揮。由於擔心維爾納夫逃回加的斯港，納爾遜不照原計劃，不以敵方中央前段為目標，改向其前衛的中央衝去。柯林伍德則向敵人後衛部分前段進攻。納爾遜又發出其著名的通令：「英格蘭要求每人恪守職守！」  
上午11點30分，柯林伍德已經接近法西聯合艦隊的後段，維爾納夫發出「開火！」的命令。11時45分，法艦「弗高克斯」號射出第一炮，以柯林伍德的旗艦「王權」號為目標，這時雙方相隔尚在四分之一哩以外。此時，雙方好像是一致行動一樣，都升起他們的國旗。在英、法、西三國的船上，鼓樂齊鳴，士兵舉槍敬禮。  
於是會戰展開。特拉法爾加大海戰分為三個階段：柯林伍德的攻擊，納爾遜的攻擊和法將杜馬羅爾反攻失敗。  

### 柯林伍德的攻擊
當「弗高克斯」號向「王權」號開炮時，「王權」號仍然繼續保持航向不變，切進法艦「弗高克斯」號和西班牙艦「聖安拉」號之間。「王權」號用左舷炮轟擊「聖安拉」號的船尾，使之遭受重創。接著又對著「弗高克斯」號發射右舷的火炮，此後又駛近「聖安拉」號的右後段，再向它射擊。柯林伍德不久發現他周圍都是敵船，經過40分鐘的猛烈轟擊之後，「王權」號已經變成一個無法控制的空船殼，不久就由英巡洋艦「歐亞拉斯」號拖曳著行駛。下午2時20分，西班牙艦「聖安拉」號已經完全喪失戰鬥力，乘員死者104人，傷236人，開始下旗投降。於是，布萊克伍德上校躍過船去，把重傷垂危的阿爾發海軍少校運過「歐亞拉斯」號上面來。
在「王權」號出戰8分鐘後，英艦「貝里島」號也從「弗高克斯」號的後面切入敵線。也和「王權」號一樣，它立即為幾艘敵艦所包圍。「貝里島」號主桅被炸斷，有段時間連一炮都發射不出來。雖然如此，它卻把軍旗釘到後桅杆上，繼續不屈奮戰。以後才被3艘英艦救出。在「貝里島」號攻擊之後一刻鐘，「火星」號也投入戰鬥。以後其它每一艘英國軍都是以這種方式分別切入敵線，向首尾兩端的敵艦用兩側的舷炮猛擊，使每艘敵艦都受到連續的集中火力。等到柯林伍德的最後一艘戰艦「親王」號投入攻擊時，已經是下午3時。到戰鬥結束時，與柯林伍德交戰的共有15艘法西兩國軍艦，其中10艘被俘，1艘被擊沉。逃走的只有4艘，其中有1艘為西班牙旗艦「奧國王子」號，上面載著垂死的西班牙海軍將領格拉維拉。

### 納爾遜的攻擊
在柯林伍德縱隊開始作戰25分鐘後，納爾遜縱隊也投入戰鬥。與前者不同，它始終保持著不規則的魚貫形隊形。納爾遜親乘旗艦「勝利」號，率「提米萊爾」號、「涅普頓」號3艘三層甲板戰艦向聯合艦隊的前衛中央挺進。下午12點24分，「勝利」號的左舷炮開始射擊。交火不久，「勝利」號和「提米萊爾」號即開始向右旋轉，納爾遜在尋找維爾納夫的旗艦。雖然「勝利」號上的一切望遠鏡都在搜尋之中，想發現維爾納夫的司令旗，但結果還是一無所獲。於是，「勝利」號遂趨前攻擊「三叉戟」號，假定維爾納夫可能是在這艘最大的四層甲板軍艦上。當「勝利」號向「三叉戟」號前進時，即發現在該艦後方有一艘法國兩層甲板戰艦的前桅上，掛著總司令的將旗，它就是「布森陶爾」號。「勝利」號冒著敵火，不久即鑽到「布森陶爾」號的後方，用其船頭上的短炮（68磅）和側舷的火炮，向「布森陶爾」號的舷窗中猛射，使它受到了極大的損毀。當英艦「涅普頓」號和「征服者」號接近「布森陶爾」號之後，「勝利」號遂向右一轉，與法艦「敬畏」號平靠著。
「勝利」號和「敬畏」號立即糾纏在一起，雙方乘員都準備躍上對方甲板，但法國人企圖為英方的火力所制止，傷亡頗多。差不多又過一個小時，兩艦還是絞在一起，當納爾遜正在後甲板上與艦長哈迪一同行走時，從「敬畏」號船桅上射來一顆槍彈，子彈打在他左肩的肩章上，透入其胸部，落在他的脊椎骨上。他撲倒在甲板上，但他爬起來之後就說：「他們終於把我解決。哈迪……我的背脊骨已經被射穿。」他被抬入船艙，到下午4時30分，納爾遜得知會戰已經勝利的消息後說：「我感到滿意。」他親吻哈迪艦長：「感謝上帝，我總算盡我的職責。」然後心臟停止跳動。
當「勝利」號正在與「敬畏」號交戰時，英艦「提米萊爾」號駛向前去，向「三叉戟」號開炮，接著又向「敬畏」號射擊。不久以後，法艦「弗高克斯」號在同英艦「貝里島」號交戰之後，又轉過來協助「敬畏」號，卻為英艦「提米萊爾」號所抓住廝殺。英艦「涅普頓」號先開始向法艦「布森陶爾」號射擊，然後再去進攻「三叉戟」號，一個半小時後，「三叉戟」號乘員戰死245人，負傷173人，這艘巨型的四層甲板戰艦遂開始下旗投降。對於在這艘船上的景象，英艦「涅普頓」號上的船員巴德柯克說「我踏上這艘大船去收容俘虜，其死傷人數在三四百之間，到處都是血肉，後甲板上堆滿傷兵，有的沒有腳，有的沒有手。英艦「不列顛」號接著也跟上來，其後面是「巨人」號和「征服者」號。後述兩艦夾擊「布森陶爾」號，下午2時5分，維爾納夫終於堅持不住，下令「布森陶爾」號降旗投降，維爾納夫成為英國人的俘虜。在其艦上的慘狀，「征服者」號上的英軍上尉記載：「到處都是死屍，景象非常凄慘。死傷總數在四百人以上，多數屍體沒有腦袋。」
在「勝利」號開始作戰40分鐘後，英艦「阿賈克斯」號才開始作戰，而「阿加門農」號還要更遲。「非洲」號、「奧利安」號在與艦隊失去聯絡後，也都相繼趕到參戰。當維爾納夫降旗投降時，納爾遜縱隊中的最後兩艘船，「米羅陶爾」號和「斯巴爾特」都還不曾參加戰鬥。

### 杜馬羅爾反攻失敗
杜馬羅爾的支隊處於聯軍艦隊的前衛。當下午12時30分，納爾遜鑽入聯軍的中心之後，維爾納夫即發出一個通令，要所有尚未參加作戰的船隻都一律自動投入戰鬥。杜馬羅爾對維爾納夫的通令並無反應，此後維爾納夫即再沒有注意他。半點鐘之後，杜馬羅爾仍然向北航行，結果遂使前衛與中央之間產生一個空隙。此時他仍然不知道發揮其主動精神，反而要求命令。維爾納夫直到下午1時50分才命令杜馬羅爾趕來支援其正受著強烈壓迫的中央部分。但風力非常微弱，轉變航向十分困難。等杜馬羅爾好不容易調過頭來南下時，維爾納夫已經投降。但杜馬羅爾還是作最後的反擊，他把10艘軍艦分為兩部分先後投入戰鬥。結果，第一批5艘軍艦中有4艘被迫向英艦投降，另1艘逃往加的斯。第二批5艘軍艦有1艘被迫投降，其餘4艘向南逃逸，其中包括杜馬羅爾的旗艦「恐怖」號。
作為海戰的尾聲，下午3時30分，在海戰已經進行2個多小時後，由迪馬努瓦海軍少將率領的聯合艦隊前衛返回戰場，但在返回途中有兩艘自己的戰艦竟然發生相撞而退出戰鬥，面對嚴陣以待的英國艦隊，僅僅20分鐘這次反攻就告失敗。「勝利」號對掉頭逃跑的聯合艦隊進行一次齊射，以示送行，納爾遜就在這炮聲中與世長辭。

## 纪念
英国建筑师George Ledwell Taylor 建议将伦敦的威廉四世廣场改名为特拉法加广场以铭记这一战役。1843年，纳尔逊纪念柱被立于广场中央。

## 引用
1. ↑  Adkin（2007年），第524页
2. ↑  Adkins（2004年），第190页

## 延伸阅读
- Clayton, Tim; Craig, Phil. . Hodder & Stoughton. 2005. ISBN 0-340-83028-X.
- Desbrière, Edouard, The Naval Campaign of 1805: Trafalgar, 1907, Paris. English translation by Constance Eastwick, 1933.
- Cayuela Fernández, José Gregorio, Trafalgar. Hombres y naves entre dos épocas, 2004, Ariel (Barcelona) ISBN 84-344-6760-7
- Frasca, Francesco, Il potere marittimo in età moderna, da Lepanto a Trafalgar, 1 st ed. 2008, Lulu Enterprises UK Ltd, ISBN 978-1-4092-4348-9, 2 nd ed. 2008, Lulu Enterprises UK Ltd, ISBN 978-1-84799-550-6, 3 rd ed. 2009, Lulu Enterprises UK Ltd, ISBN 978-1-4092-6088-2, 4th ed. 2009, Lulu Enterprises UK Ltd, ISBN 978-1-4092-7881-8.
- Gardiner, Robert. . Mercury Books. 2006. ISBN 1-84560-008-8.
- Harbron, John D., Trafalgar and the Spanish Navy, 1988, London, ISBN 0-85177-963-8.
- Howarth, David, Trafalgar: The Nelson Touch, 2003, Phoenix Press, ISBN 1-84212-717-9.
- Huskisson, Thomas, Eyewitness to Trafalgar, reprinted in 1985 as a limited edition of 1000; Ellisons' Editions, ISBN 0-946092-09-5—the author was half-brother of William Huskisson
- Lambert, Andrew, War at Sea in the Age of Sail, Chapter 8, 2000, London, ISBN 1-55278-127-5
- Pocock, Tom, Horatio Nelson, Chapter XII, 1987, London, ISBN 0-7126-6123-9
- Pope, Dudley, England Expects (US title Decision at Trafalgar), 1959, Weidenfeld & Nicolson.
- Warner, Oliver, Trafalgar. First published 1959 by Batsford – republished 1966 by Pan.
- Warwick, Peter. . David & Charles Publishing. 2005. ISBN 0-7153-2000-9.